# Вікові класи
Вікові класи (також вікові групи, вікові ступені) — притаманний первісному і традиційному суспільству поділ чоловіків і жінок на декілька вікових категорій, кожна з яких мала чітко визначені права і обов'язки. Переважно виособлювалось чотири вікових класи — діти, молодь (юнаки і юнки), дорослі і літні люди. Дуже важливим був перехід або переведення з першої у другу вікову групу. Задля цього існувала спеціальна система звичаїв і обрядів — ініціація.
У деяких суспільствах, наприклад у Східній Африці (народи кікую, камба, сукума та інші), вікові групи еволюціонували в пожиттєві об'єднання членів племені, зокрема чоловічі вікові класи. Такі соціальні групи мали певні назви, чітку структуру і керівництво, організацію діяльності, нерідко «власну» міфологію та історію (сакральне знання). Будучи при народженні зарахованими до такої групи, з настанням певного віку, хлопчики усі разом переходили (переводились) у наступний віковий клас.
Вікові класи існували в багатьох суспільствах світу. Залишки цього явища можна знайти і в сучасному суспільстві. Далекі відголоски їх збереглися у народів Північного Кавказу.

## Джерело
- Народы мира. Историко-этнографический справочник, М.: Советская энциклопедия, 1988, стор. 579 (стаття «Возрастные классы»)